# Manuel Boza
Manuel Boza Agramonte (Puerto Príncipe, Camagüey, Cuba, 19 de agosto de 1820 – Ibídem, 18 de mayo de 1871) fue un militar y hacendado cubano del siglo XIX. 

## Síntesis biográfica
El Mayor general Manuel Boza Agramonte nació en Camagüey, Cuba, el 19 de agosto de 1820, en una familia de elevada posición social y económica. Hijo de Manuel Boza Varona y María de la Cruz Arteaga.
El 10 de octubre de 1868 estalló la Guerra de los Diez Años (1868-1878), primera guerra por la independencia de Cuba. 
Los camagüeyanos se levantaron en armas el 4 de noviembre de ese mismo año, durante el Alzamiento de las Clavellinas. Manuel Boza Agramonte y sus hermanos Jerónimo, Gregorio y Juan, estuvieron entre los casi 80 hombres que participaron en este hecho. 
En abril de 1869, se celebró la Asamblea de Guáimaro, durante la cual, se aprobó la primera constitución independentista cubana y se organizó el gobierno de la República de Cuba en Armas, con Carlos Manuel de Céspedes como presidente. 
Tras esto, se reorganizó el Ejército Libertador y Manuel Boza fue nombrado Coronel. Un año después, en abril de 1870, fue ascendido a Mayor general, el más alto grado del Ejército Mambí. 
Ocupó interinamente la jefatura de la “División de Camaguey” en dos ocasiones entre 1870 y 1871. 
Siendo segundo al mando de dicha división, el Mayor general Manuel Boza Agramonte murió en una emboscada enemiga en la ciudad de Puerto Príncipe, el 18 de mayo de 1871, con 50 años de edad. 
Sus tres hermanos igualmente perecieron en la guerra: los Coroneles Gregorio y Jerónimo Boza murieron fusilados por el enemigo en 1871. El último hermano, el Capitán Juan Boza, fue uno de los expedicionarios del "Virginius", barco cargado de armas que fue capturado por las autoridades españolas y todos sus tripulantes fusilados el 7 de noviembre de 1873.
Sin embargo, su sobrino, Bernabé Boza Sánchez, logró sobrevivir a todas las guerras, alcanzando el grado de General de Brigada y logrando ver la independencia formal de Cuba en 1902.